# 浅井井演
浅井 井演（あざい いひろ）は、戦国時代の武将。浅井氏の家臣。

## 来歴
永禄4年（1561年）、浅井氏当主・浅井長政は、六角氏に対する拠点とし、横山城を築く。その城代を一門衆の井演が務めた。